# Unione Sportiva Città di Pontedera 2015-2016
Questa voce raccoglie le informazioni riguardanti l'Unione Sportiva Città di Pontedera nelle competizioni ufficiali della stagione 2015-2016.

## Stagione
Nella stagione 2015-2016 il Pontedera disputa il ventunesimo campionato di terza serie della sua storia, nella Lega Pro.
In Coppa Italia la squadra viene eliminata al primo turno dal Bassano Virtus in seguito alla sconfitta per 2-1 subita in trasferta.
In Coppa Italia di Lega Pro il Pontedera perde in casa ai tiri di rigore per 8-7 dal Santarcangelo, dopo che la gara era terminata sul 2-2 ai tempi supplementari.
La squadra termina il campionato al settimo posto con 45 punti.

## Divise e sponsor
Lo sponsor tecnico è Givova mentre gli sponsor ufficiali sono +energia e Guardie di Città vigilanza privata. La presentazione della squadra si è svolta il 23 luglio 2015.
| 1° divisa | 2° divisa |

## Organigramma societario
Estratto dal sito ufficiale.
Area direttiva
- Presidenti: Gianfranco Donnini, Paolo Boschi
- Consiglieri: Filippo Tagliagambe, Matteo Franconi
- Staff segreteria: Mauro Matteoni, Giulia Tanini

Area tecnica
- Direttore sportivo: Nicola Benedetti
- Responsabile: Paolo Giovannini
- Allenatore: Paolo Indiani
- Allenatore in seconda: Ivan Maraia
- Preparatore dei portieri: Michele Ribechini
- Preparatore atletico: Fabio Ristori
- Collaboratore: Mauro Mugnaini

Area sanitaria
- Responsabile: Ezio Giunti
- Medici sociali: Fernando Burchi e Paolo Casini
- Massaggiatori: Ivano Andreucci, Mario Magli, Mirko Anguillesi

## Rosa
Rosa, tratta dal sito ufficiale, al 19 gennaio 2015.
| N. |                    | Ruolo | Calciatore                  |
| -- | ------------------ | ----- | --------------------------- |
|    | Italia (bandiera)  | P     | Ivan Cacchioli              |
|    | Italia (bandiera)  | P     | Daniele Cardelli            |
|    | Italia (bandiera)  | P     | Leonardo Citti              |
|    | Italia (bandiera)  | P     | Francesco Proietti Gaffi    |
|    | Senegal (bandiera) | D     | Ansoumana San               |
|    | Italia (bandiera)  | D     | Andrea Calistri             |
|    | Italia (bandiera)  | D     | Nicolò Curti                |
|    | Italia (bandiera)  | D     | Sandro Madrigali            |
|    | Italia (bandiera)  | D     | Lorenzo Polvan              |
|    | Italia (bandiera)  | D     | Giacomo Risaliti            |
|    | Italia (bandiera)  | D     | Federico Sorbo              |
|    | Italia (bandiera)  | D     | Marco Supino                |
|    | Italia (bandiera)  | D     | Federico Vettori (capitano) |
|    | Italia (bandiera)  | C     | Roberto Bonaventura         |
|    | Italia (bandiera)  | C     | Alessio Cannoni             |
|    | Italia (bandiera)  | C     | Giovanni Della Corte        |
|    | Italia (bandiera)  | C     | Simone Della Latta          |

| N. |                    | Ruolo | Calciatore          |
| -- | ------------------ | ----- | ------------------- |
|    | Italia (bandiera)  | C     | Andrea Gemignani    |
|    | Italia (bandiera)  | C     | Daniel Gemignani    |
|    | Italia (bandiera)  | C     | Niccolò Giordani    |
|    | Albania (bandiera) | C     | Elvis Kabashi       |
|    | Italia (bandiera)  | C     | Gregorio Luperini   |
|    | Italia (bandiera)  | C     | Samuele Pizza       |
|    | Italia (bandiera)  | C     | Riccardo Secondo    |
|    | Italia (bandiera)  | D     | Alessandro Videtta  |
|    | Italia (bandiera)  | A     | Daniele Bazzoffia   |
|    | Italia (bandiera)  | A     | Bryan Gioè          |
|    | Italia (bandiera)  | A     | Christian Cesaretti |
|    | Italia (bandiera)  | A     | Filippo Chiesi      |
|    | Italia (bandiera)  | A     | Francesco Disanto   |
|    | Albania (bandiera) | A     | Rivolino Gavoci     |
|    | Italia (bandiera)  | A     | Marco Pintus        |
|    | Italia (bandiera)  | A     | Stefano Scappini    |
|    | Italia (bandiera)  | A     | Matteo Tazzari      |

## Calciomercato

### Sessione estiva(dal 01/07 al 31/08)
| Acquisti | Acquisti             | Acquisti          | Acquisti              |
| R.       | Nome                 | da                | Modalità              |
| -------- | -------------------- | ----------------- | --------------------- |
| P        | Leonardo Citti       | Juventus          | definitivo            |
| D        | Ansoumana Sané       | Chievo            | prestito              |
| D        | Andrea Calistri      | Lucchese          | definitivo            |
| D        | Nicolò Curti         | Juventus          | prestito              |
| D        | Giacomo Risaliti     | Empoli            | prestito              |
| D        | Marco Supino         | Napoli            | prestito              |
| C        | Roberto Bonaventura  | Delta Porto Tolle | definitivo            |
| C        | Alessio Cannoni      | Novara            | definitivo            |
| C        | Giovanni Della Corte | Cavese            | definitivo            |
| C        | Simone Della Latta   | Grosseto          | definitivo            |
| C        | Giacomo Favilli      | Ponsacco          | fine prestito         |
| C        | Andrea Gemignani     | Empoli            | prestito              |
| C        | Daniel Gemignani     | Barletta          | definitivo            |
| C        | Leonardo Gori        | Livorno           | fine prestito         |
| C        | Elvis Kabashi        | Juventus          | prestito              |
| C        | Daniele Paparusso    | Grosseto          | fine prestito         |
| C        | Samuele Pizza        | Lucchese          | definitivo (biennale) |
| C        | Riccardo Secondo     | Pro Vercelli      | prestito              |
| A        | Filippo Chiesi       | Prato             |                       |
| A        | Bryan Gioè           | Tuttocuoio        | definitivo            |
| A        | Rivolino Gavoci      | Romagna Centro    | definitivo            |
| A        | Marco Pintus         | Sestri Levante    | definitivo            |
| A        | Stefano Scappini     | Sampdoria         | definitivo            |

| Cessioni | Cessioni                  | Cessioni    | Cessioni                |
| R.       | Nome                      | a           | Modalità                |
| -------- | ------------------------- | ----------- | ----------------------- |
| P        | Francesco Anacoura        | Juventus    | fine prestito           |
| D        | Jacopo Galli              | Crotone     | definitivo              |
| D        | Andrea Gasbarro           | Livorno     | definitivo              |
| D        | Saverio Madrigali         | Fiorentina  | fine prestito           |
| D        | Alex Redolfi              | Atalanta    | fine prestito           |
| D        | Gianluca Romiti           | Pistoiese   | definitivo              |
| D        | Simone Segoni             | Novara      | fine prestito           |
| C        | Paolo Bartolomei          | Teramo      | definitivo              |
| C        | Guido Bennati             |             | svincolato              |
| C        | Samuele Ceciarini         |             | svincolato              |
| C        | Roberto Daly              |             | svincolato              |
| C        | Francesco Francesa Gherra |             | svincolato              |
| C        | Mattia Lombardo           | Sampdoria   | fine prestito           |
| C        | Gregorio Luperini         | Juventus    | definitivo              |
| C        | Daniele Paparusso         |             | rescissione consensuale |
| C        | Paolo Regoli              | Latina      | definitivo              |
| C        | Andrea Settembrini        | Feralpisalò | definitivo              |
| A        | Caio Trouva De Cenco      | Pavia       | fine prestito           |
| A        | Alberto Libertazzi        | Novara      | fine prestito           |
| A        | Filippo Maria Scardina    | Roma        | fine prestito           |

### Fuori sessione
| Acquisti | Acquisti       | Acquisti   | Acquisti   |
| R.       | Nome           | da         | Modalità   |
| -------- | -------------- | ---------- | ---------- |
| P        | Ivan Cacchioli | svincolato | definitivo |

| Cessioni | Cessioni | Cessioni | Cessioni |
| R.       | Nome     | a        | Modalità |
| -------- | -------- | -------- | -------- |

### Sessione invernale(dal 04/04 al 01/02)
| Acquisti | Acquisti                 | Acquisti    | Acquisti   |
| R.       | Nome                     | da          | Modalità   |
| -------- | ------------------------ | ----------- | ---------- |
| P        | Francesco Proietti Gaffi | Feralpisalò | definitivo |
| D        | Federico Sorbo           | Paganese    | definitivo |
| C        | Gregorio Luperini        | Juventus    | prestito   |
| A        | Daniele Bazzoffia        | Juve Stabia | definitivo |

| Cessioni | Cessioni             | Cessioni    | Cessioni                |
| R.       | Nome                 | a           | Modalità                |
| -------- | -------------------- | ----------- | ----------------------- |
| P        | Ivan Cacchioli       |             | rescissione consensuale |
| C        | Giovanni Della Corte | Paganese    | prestito                |
| C        | Niccolò Giordani     | Acqui       | prestito                |
| A        | Christian Cesaretti  | Feralpisalò | definitivo              |
| A        | Rivolino Gavoci      |             | risoluzione consensuale |

## Risultati

### Lega Pro

#### Girone di andata
| Arbitro: | Detta (Mantova) |

|               |           |               |
| Antonelli 19’ | Marcatori | 90+5’ Vettori |

| Pontedera 12 settembre 2015, ore 20:45 CEST 2ª giornata | Pontedera               | 0 – 0 referto | Tuttocuoio | Stadio Ettore Mannucci (846 spett.)\| Arbitro: \| Paolini (Ascoli Piceno) \| |
| Arbitro:                                                | Paolini (Ascoli Piceno) |               |            |                                                                              |

| Arbitro: | Capone (Palermo) |

|  |           |             |
|  | Marcatori | 7’ Scappini |

| Arbitro: | Piscopo (Imperia) |

|  |           |                  |
|  | Marcatori | 30’, 88’ Finotto |

| Arbitro: | Nicoletti (Catanzaro) |

|                        |           |                       |
| Kouko 29’ Fioretti 45’ | Marcatori | 90+3’ (rig.) Scappini |

| Arbitro: | Amabile (Vicenza) |

|                                                           |           |  |
| Cesaretti 4’, 41’ Vettori 7’ Scappini 48’, 55’ Gavoci 73’ | Marcatori |  |

| Arbitro: | Curti (Milano) |

|                               |           |                                 |
| Santarelli 46’ Di Michele 57’ | Marcatori | 8’, 15’, 17’, 35’, 74’ Scappini |

| Arbitro: | Provesi (Treviglio) |

|                 |           |              |
| Della Latta 12’ | Marcatori | 8’ Madrigali |

| Arbitro: | Mantelli (Brescia) |

|                              |           |                             |
| Cesaretti 32’ Scappini 90+4’ | Marcatori | 24’ Bonazzoli 52’ Mendicino |

| Arbitro: | Annaloro (Collegno) |

|                     |           |                                   |
| Bianconi 11’ (rig.) | Marcatori | 78’ Kabashi 90+4’ (rig.) Scappini |

| Pontedera 14 novembre 2015, ore 20:30 CET 11ª giornata | Pontedera        | 0 – 0 referto | Pistoiese | Stadio Ettore Mannucci (580 spett.)\| Arbitro: \| Maggioni (Lecco) \| |
| Arbitro:                                               | Maggioni (Lecco) |               |           |                                                                       |

| Arbitro: | Guarino (Caltanissetta) |

|                                         |           |                       |
| Capello 32’ Knudsen 39’ Gabbianelli 81’ | Marcatori | 45+2’ (rig.) Scappini |

| Arbitro: | Guida (Salerno) |

|             |           |             |
| Pedrelli 9’ | Marcatori | 36’ Vettori |

| Arbitro: | Proietti (Terni) |

|  |           |                  |
|  | Marcatori | 64’ Lores Varela |

| Arbitro: | Robilotta (Sala Consilina) |

|              |           |                          |
| Infantino 8’ | Marcatori | 24’ Kabashi 36’ Scappini |

| Arbitro: | Di Gioia (Nola) |

|                              |           |  |
| Scappini 27’ Cesaretti 90+4’ | Marcatori |  |

| Teramo 9 gennaio 2016, ore 15:00 CET 17ª giornata | Teramo                  | 0 – 0 referto | Pontedera | Stadio Gaetano Bonolis (2.297 spett.)\| Arbitro: \| Luciano (Lamezia Terme) \| |
| Arbitro:                                          | Luciano (Lamezia Terme) |               |           |                                                                                |

#### Girone di ritorno
| Pontedera 16 gennaio 2016, ore 17:30 CET 18ª giornata | Pontedera      | 0 – 0 referto | Savona | Stadio Ettore Mannucci (381 spett.)\| Arbitro: \| Rossi (Rovigo) \| |
| Arbitro:                                              | Rossi (Rovigo) |               |        |                                                                     |

| Arbitro: | Mainardi (Bergamo) |

|  |           |                             |
|  | Marcatori | 7’ Bonaventura 74’ Scappini |

| Arbitro: | Mantelli (Brescia) |

|              |           |                                       |
| Scappini 59’ | Marcatori | 14’ (rig.) Ceccarelli 54’ Sandomenico |

| Arbitro: | Di Ruberto (Nocera Inferiore) |

|             |           |  |
| Finotto 66’ | Marcatori |  |

| Arbitro: | Guccini (Albano Laziale) |

|  |           |                                     |
|  | Marcatori | 1’ Buonaiuto 30’ D'Anna 45’ Colombi |

| Arbitro: | Dionisi (L'Aquila) |

|                           |           |  |
| Polidori 28’ Pedrelli 54’ | Marcatori |  |

| Pontedera 27 febbraio 2016, ore 17:30 CET 24ª giornata | Pontedera       | 0 – 0 referto | Lupa Roma | Stadio Ettore Mannucci (276 spett.)\| Arbitro: \| Detta (Mantova) \| |
| Arbitro:                                               | Detta (Mantova) |               |           |                                                                      |

| Arbitro: | Zingarelli (Siena) |

|  |           |              |
|  | Marcatori | 73’ Scappini |

| Arbitro: | Baroni (Firenze) |

|                              |           |  |
| Ficagna 15’ Mastronunzio 57’ | Marcatori |  |

| Arbitro: | Valiante (Nocera Inferiore) |

|                                         |           |                     |
| Della Latta 6’ Scappini 69’, 89’ (rig.) | Marcatori | 47’ (rig.) Pozzebon |

| Arbitro: | Strippoli (Bari) |

|           |           |                                |
| Mungo 36’ | Marcatori | 12’, 74’ Scappini 48’ Risaliti |

| Arbitro: | Fourneau (Roma 1) |

|                                  |           |  |
| Scappini 22’ (rig.) Risaliti 78’ | Marcatori |  |

| Pontedera 10 aprile 2016, ore 17:30 CEST 30ª giornata | Pontedera          | 0 – 0 referto | Ancona | Stadio Ettore Mannucci (569 spett.)\| Arbitro: \| Chindemi (Viterbo) \| |
| Arbitro:                                              | Chindemi (Viterbo) |               |        |                                                                         |

| Arbitro: | Pillitteri (Palermo) |

|               |           |             |
| Tabanelli 82’ | Marcatori | 74’ Vettori |

| Arbitro: | De Remigis (Teramo) |

|                     |           |                              |
| Scappini 79’ (rig.) | Marcatori | 4’, 56’ Dettori 17’ Gherardi |

| Arbitro: | Di Martino (Teramo) |

|                                |           |              |
| De Respinis 41’ Bardelloni 71’ | Marcatori | 21’ Scappini |

| Arbitro: | Annaloro (Collegno) |

|                                         |           |                                           |
| Della Latta 60’ Kabashi 66’ Cannoni 74’ | Marcatori | 41’ Di Paolantonio 44’ Monni 65’ Cecchini |

### Coppa Italia
| Arbitro: | Prontera (Bologna) |

|                      |           |             |
| Pietribiasi 46’, 61’ | Marcatori | 38’ Polvani |

### Coppa Italia Lega Pro

#### Fase a eliminazione diretta
| Arbitro: | De Remigis (Teramo) |

|                                                                                  |                      |                                                                               |
| Pane 36’ Disanto 97’                                                             | Marcatori            | 90+3’ Palmieri 120+2’ (rig.) Arrigoni                                         |
| Gemignani Kabashi Disanto Sané Supino Della Latta Videtta Risaliti Cardelli Gioè | Tiri di rigore 7 – 8 | Obeng Mordini Arrigoni Zamagni Palmieri Fulvi Venturini Berardi Mancini Sambo |

## Statistiche
Aggiornate all'8 maggio 2016.

### Statistiche di squadra
| Competizione          | Punti | In casa | In casa | In casa | In casa | In casa | In casa | In trasferta | In trasferta | In trasferta | In trasferta | In trasferta | In trasferta | Totale | Totale | Totale | Totale | Totale | Totale | DR |
| Competizione          | Punti | G       | V       | N       | P       | Gf      | Gs      | G            | V            | N            | P            | Gf           | Gs           | G      | V      | N      | P      | Gf     | Gs     | DR |
| --------------------- | ----- | ------- | ------- | ------- | ------- | ------- | ------- | ------------ | ------------ | ------------ | ------------ | ------------ | ------------ | ------ | ------ | ------ | ------ | ------ | ------ | -- |
| Lega Pro              | 45    | 17      | 4       | 8       | 5       | 21      | 18      | 17           | 7            | 4            | 6            | 22           | 20           | 34     | 11     | 12     | 11     | 43     | 38     | +5 |
| Coppa Italia          |       | -       | -       | -       | -       | -       | -       | 1            | 0            | 0            | 1            | 1            | 2            | 1      | 0      | 0      | 1      | 1      | 2      | -1 |
| Coppa Italia Lega Pro |       | 1       | 0       | 1       | 0       | 2       | 2       | -            | -            | -            | -            | -            | -            | 1      | 0      | 1      | 0      | 2      | 2      | 0  |
| Totale                |       | 18      | 4       | 9       | 5       | 23      | 20      | 18           | 7            | 4            | 7            | 23           | 22           | 36     | 11     | 13     | 12     | 46     | 42     | +4 |

### Andamento in campionato
| Giornata  | 1  | 2  | 3 | 4 | 5 | 6 | 7 | 8 | 9 | 10 | 11 | 12 | 13 | 14 | 15 | 16 | 17 | 18 | 19 | 20 | 21 | 22 | 23 | 24 | 25 | 26 | 27 | 28 | 29 | 30 | 31 | 32 | 33 | 34 |
| --------- | -- | -- | - | - | - | - | - | - | - | -- | -- | -- | -- | -- | -- | -- | -- | -- | -- | -- | -- | -- | -- | -- | -- | -- | -- | -- | -- | -- | -- | -- | -- | -- |
| Luogo     | T  | C  | T | C | T | C | T | C | C | T  | C  | T  | T  | C  | T  | C  | T  | C  | T  | C  | T  | C  | T  | C  | T  | T  | C  | T  | C  | C  | T  | C  | T  | C  |
| Risultato | N  | N  | V | P | P | V | V | N | N | V  | N  | P  | N  | P  | V  | V  | N  | N  | V  | P  | P  | P  | P  | N  | V  | P  | V  | V  | V  | N  | N  | P  | P  | N  |
| Posizione | 12 | 10 | 5 | 7 | 9 | 8 | 6 | 6 | 6 | 5  | 5  | 6  | 7  | 9  | 6  | 5  | 7  | 6  | 6  | 7  | 7  | 8  | 8  | 9  | 8  | 8  | 7  | 6  | 6  | 6  | 7  | 7  | 7  | 7  |

Legenda:

Luogo: C = Casa; T = Trasferta. Risultato: V = Vittoria; N = Pareggio; P = Sconfitta.

### Statistiche dei giocatori
In corsivo i giocatori ceduti a stagione in corso.
| Giocatore         | Lega Pro | Lega Pro | Lega Pro    | Lega Pro   | Coppa Italia | Coppa Italia | Coppa Italia | Coppa Italia | Coppa Italia Lega Pro | Coppa Italia Lega Pro | Coppa Italia Lega Pro | Coppa Italia Lega Pro | Totale   | Totale | Totale      | Totale     |
| Giocatore         | Presenze | Reti     | Ammonizioni | Espulsioni | Presenze     | Reti         | Ammonizioni  | Espulsioni   | Presenze              | Reti                  | Ammonizioni           | Espulsioni            | Presenze | Reti   | Ammonizioni | Espulsioni |
| ----------------- | -------- | -------- | ----------- | ---------- | ------------ | ------------ | ------------ | ------------ | --------------------- | --------------------- | --------------------- | --------------------- | -------- | ------ | ----------- | ---------- |
| I. Cacchioli      | 0        | 0        | 0           | 0          | -            | -            | -            | -            | 0                     | 0                     | 0                     | 0                     | 0        | 0      | 0           | 0          |
| D. Cardelli       | 31       | -30      | 0           | 0          | 1            | -2           | 0            | 0            | 1                     | -2                    | 1                     | 0                     | 33       | -34    | 1           | 0          |
| L. Citti          | 3        | -8       | 0           | 0          | 0            | 0            | 0            | 0            | -                     | -                     | -                     | -                     | 3        | -8     | 0           | 0          |
| F. Proietti Gaffi | -        | -        | -           | -          | -            | -            | -            | -            | -                     | -                     | -                     | -                     | -        | -      | -           | -          |
| A. Sané           | 23       | 0        | 2           | 0          | 1            | 0            | 0            | 0            | 1                     | 1                     | 0                     | 0                     | 25       | 1      | 2           | 0          |
| A. Calistri       | -        | -        | -           | -          | -            | -            | -            | -            | -                     | -                     | -                     | -                     | -        | -      | -           | -          |
| N. Curti          | 5        | 0        | 0           | 0          | -            | -            | -            | -            | 1                     | 0                     | 0                     | 0                     | 6        | 0      | 0           | 0          |
| S. Madrigali      | -        | -        | -           | -          | -            | -            | -            | -            | -                     | -                     | -                     | -                     | -        | -      | -           | -          |
| L. Polvani        | 17       | 0        | 0           | 0          | 1            | 1            | 0            | 0            | -                     | -                     | -                     | -                     | 18       | 1      | 0           | 0          |
| G. Risaliti       | 27       | 2        | 3           | 0          | 1            | 0            | 0            | 0            | 1                     | 0                     | 1                     | 0                     | 29       | 2      | 4           | 0          |
| F. Sorbo          | 11       | 0        | 3           | 0          | -            | -            | -            | -            | -                     | -                     | -                     | -                     | 11       | 0      | 3           | 0          |
| M. Supino         | 1        | 0        | 0           | 0          | 0            | 0            | 0            | 0            | 1                     | 0                     | 0                     | 0                     | 2        | 0      | 0           | 0          |
| F. Vettori        | 31       | 4        | 13          | 1          | 1            | 0            | 0            | 0            | 0                     | 0                     | 0                     | 0                     | 32       | 4      | 13          | 1          |
| R. Bonaventura    | 15       | 1        | 3           | 0          | 1            | 0            | 0            | 0            | 1                     | 0                     | 0                     | 0                     | 17       | 1      | 3           | 0          |
| A. Cannoni        | 12       | 1        | 2           | 0          | -            | -            | -            | -            | 1                     | 0                     | 0                     | 0                     | 13       | 1      | 2           | 0          |
| G. Della Corte    | 4        | 0        | 0           | 0          | 1            | 0            | 0            | 0            | 1                     | 0                     | 0                     | 0                     | 6        | 0      | 0           | 0          |
| S. Della Latta    | 32       | 3        | 9           | 0          | 1            | 0            | 1            | 0            | 1                     | 0                     | 0                     | 0                     | 34       | 3      | 10          | 0          |
| A. Gemignani      | 30       | 0        | 7           | 0          | 1            | 0            | 0            | 0            | 0                     | 0                     | 0                     | 0                     | 31       | 0      | 7           | 0          |
| D. Gemignani      | 31       | 0        | 6           | 0          | 1            | 0            | 0            | 0            | 1                     | 0                     | 0                     | 0                     | 33       | 0      | 6           | 0          |
| N. Giordani       | 0        | 0        | 0           | 0          | 0            | 0            | 0            | 0            | 0                     | 0                     | 0                     | 0                     | 0        | 0      | 0           | 0          |
| E. Kabashi        | 26       | 3        | 7           | 1          | -            | -            | -            | -            | 1                     | 0                     | 0                     | 0                     | 27       | 3      | 7           | 1          |
| G. Luperini       | 17       | 0        | 2           | 0          | -            | -            | -            | -            | -                     | -                     | -                     | -                     | 17       | 0      | 2           | 0          |
| S. Pizza          | 10       | 0        | 0           | 0          | 1            | 0            | 1            | 0            | -                     | -                     | -                     | -                     | 11       | 0      | 1           | 0          |
| R. Secondo        | 2        | 0        | 0           | 0          | 0            | 0            | 0            | 0            | 0                     | 0                     | 0                     | 0                     | 2        | 0      | 0           | 0          |
| A. Videtta        | 30       | 0        | 11          | 1          | 0            | 0            | 0            | 0            | 1                     | 0                     | 1                     | 0                     | 31       | 0      | 12          | 1          |
| D. Bazzoffia      | 16       | 0        | 0           | 0          | -            | -            | -            | -            | -                     | -                     | -                     | -                     | 16       | 0      | 0           | 0          |
| B. Gioè           | 17       | 0        | 0           | 0          | -            | -            | -            | -            | 1                     | 0                     | 0                     | 0                     | 18       | 0      | 0           | 0          |
| C. Cesaretti      | 15       | 4        | 3           | 0          | -            | -            | -            | -            | -                     | -                     | -                     | -                     | 15       | 4      | 3           | 0          |
| F. Chiesi         | 1        | 0        | 0           | 0          | -            | -            | -            | -            | -                     | -                     | -                     | -                     | 1        | 0      | 0           | 0          |
| F. Disanto        | 27       | 0        | 5           | 2          | 1            | 0            | 0            | 0            | 1                     | 1                     | 0                     | 0                     | 29       | 1      | 5           | 2          |
| R. Gavoci         | 5        | 1        | 0           | 0          | 1            | 0            | 0            | 0            | 0                     | 0                     | 0                     | 0                     | 6        | 1      | 0           | 0          |
| M. Pintus         | 0        | 0        | 0           | 0          | -            | -            | -            | -            | -                     | -                     | -                     | -                     | 0        | 0      | 0           | 0          |
| S. Scappini       | 33       | 24       | 1           | 0          | 1            | 0            | 0            | 0            | 0                     | 0                     | 0                     | 0                     | 34       | 24     | 1           | 0          |
| M. Tazzari        | 2        | 0        | 0           | 0          | -            | -            | -            | -            | 0                     | 0                     | 0                     | 0                     | 2        | 0      | 0           | 0          |